# Selly Oak
Selly Oak – dzielnica miasta Birmingham, w Anglii, w West Midlands, w dystrykcie Birmingham. Leży 6 km od centrum miasta Birmingham i 164,8 km od Londynu. W 2011 roku dzielnica liczyła 25 885 mieszkańców. Selly Oak jest wspomniana w Domesday Book (1086) jako Escelie.